# Marie Magdalena Trčková z Lípy
Marie Magdalena Trčková z Lípy (1569 – 8. ledna 1633, Světlá nad Sázavou) byla česká šlechtična z rodu Lobkoviců a manželka Jana Rudolfa Trčky z Lípy. Známá je svými podnikatelskými aktivitami v době pobělohorských konfiskací, ale i protihabsburskými postoji a v neposlední řadě i bezohledným jednáním s poddanými.

## Život
Narodila se v roce 1569 do rodiny významného a bohatého českého šlechtického rodu Lobkoviců, jako dcera Ladislava III. Popela a jeho manželky Magdaleny Polyxeny ze Salmu. Měla pravděpodobně deset sourozenců, zmínky se ale zachovaly jen o mladší sestře Griseldě a dvou mladších bratrech Adamu Ekkovi a Janu Mikulášovi. O jejím mládí se nezachovaly žádné zmínky, dohaduje se ale, že se jí dostalo standardního vzdělání typického pro šlechtické dívky té doby, o kterých se předpokládalo, že se výhodně provdají a ujmou se role paní domu. Zcela určitě například uměla číst a psát. Po otci zdědila podnikatelské schopnosti, po matce evangelickou víru, které se do smrti, přes pozdější pobělohorskou katolizaci nevzdala.

### Manželství a potomstvo
8. února 1588 se provdala za Jana Rudolfa Trčku z Lípy a na Opočně. Vliv na jejich sňatek mělo nejen bohatství Trčků, ale i společná evangelická víra obou rodů. Z manželství se narodily čtyři děti, které se dožily dospělosti. Jméno nejstarší dcery neznáme, ví se ale, že zemřela v 15 letech, těsně před svou svatbou s Jindřichem Matyášem z Thurnu. Jako druhá se narodila dcera Alžběta, později provdaná za Viléma Kinského. V roce 1599 se narodil Adam Erdman, který byl později v Chebu zavražděn společně s Albrechtem z Valdštejna. Dalším z dětí byl syn Vilém, který většinu života prožil v cizině. Nejmladším z dětí byla dcera Johana, který se provdala do rodiny Švamberků.

### Podnikatelská činnost

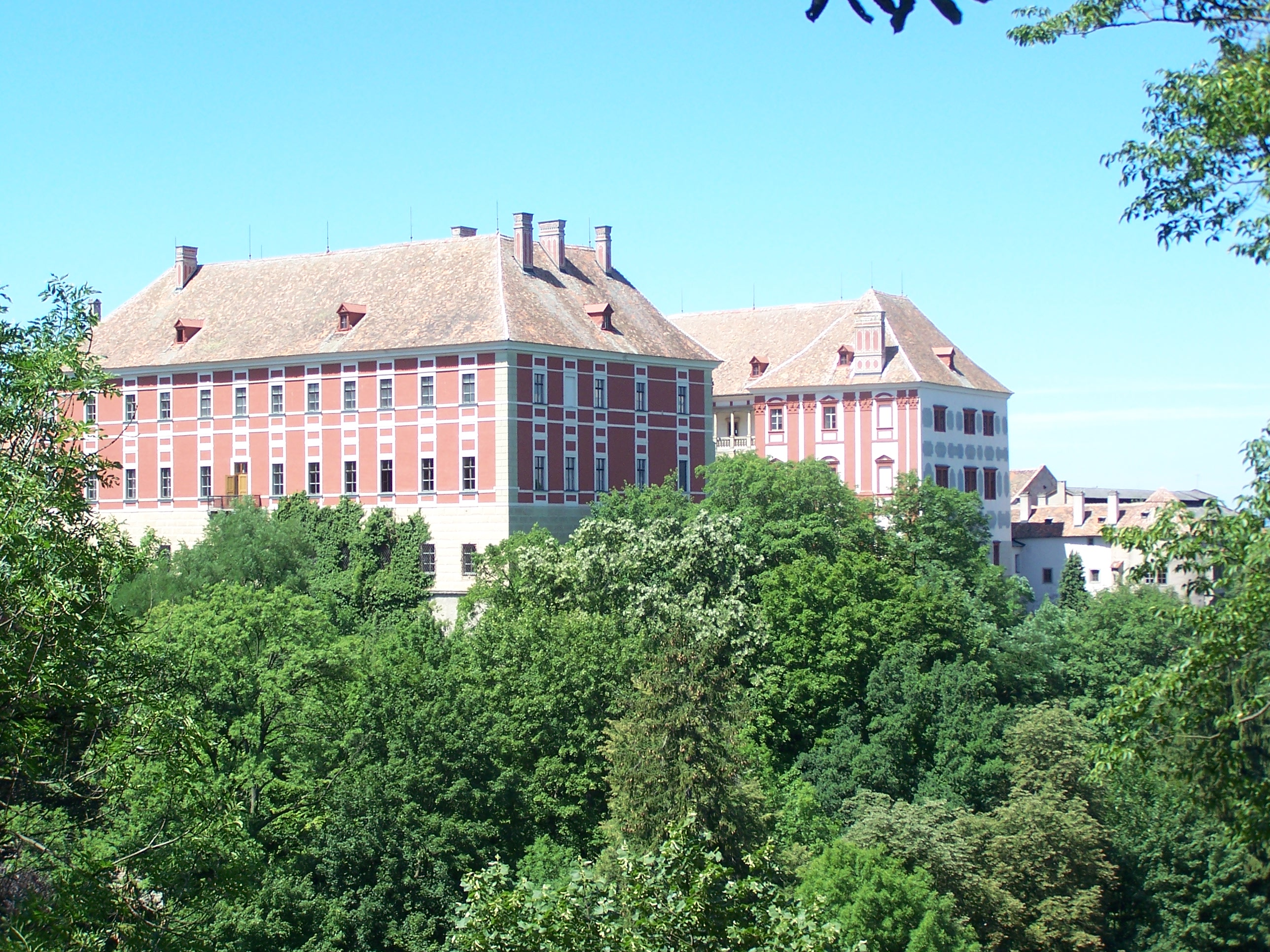
Opočenský zámek, sídlo manželů Trčkových

Po rodičích zdědila vlohy pro podnikatelskou činnost, vrozené vlohy navíc prohloubila bojem o majetek strýce Jiřího z Lobkovic a otce, Ladislava Popela z Lobkovic, kteří byli obviněni z proticísařského spiknutí a hrozilo, že lobkovický majetek bude konfiskován. Sňatkem do rodu Trčků se dostala do prostředí, které bylo na podnikatelskou činnost zaměřeno a tak mohla své vlohy plně rozvinout. Její manžel Jan Rudolf Trčka byl znám svou podnikatelskou zdatností a díky jeho obchodům se trčkovský majetek stále rozrůstal. V době sňatku náležely do trčkovského vlastnictví statky na Královéhradecku a Čáslavsku, např. Smiřice, Opočno, Ledeč nad Sázavou, Žleby a další. Celý trčkovský majetek byl odhadován na 4 miliony zlatých. Další rozmnožení došlo dědictvím po Burianu Trčkovi a nevlastním bratrovi Maxmilianovi. Po nich Trčka zdědil např. Německý Brod, Světlou n./S. a další. Kromě toho Trčkové vlastnili statky a polnosti u Prahy. Sama Marie Magdalena vlastnila Ledeč n./S. či Chotěboř, Žacléř, Bohdaneč a řadu dalších velkostatků. Začátkem 17. století potom převzala od svého manžela správu celého trčkovského majetku. Největší nákupy však Marie Magdaléna uskutečnila až po Bílé hoře, kdy došlo k rozsáhlým konfiskacím majetků a kdy došlo i k největšímu rozšíření trčkovského dominia v severovýchodních Čechách. Ve své obchodní činnosti si počínala velmi razantně a cílevědomě a nakupovala místo jednotlivých statků a vsí celá panství. Tak získala nejen statky Žireč či Bohdaneč, ale i panství Větrný Jeníkov. V roce 1623 zakoupila náchodsko-rýzmburké panství. Cílem všech nákupů bylo vytvořit velký územní celek s centrem v Opočně. Proto kromě nákupů prováděla i rozsáhlé výměny, zejména s Albrechtem z Valdštejna v roce 1624. Tím rozšiřování trčkovských majetků prakticky dokončila. Marie Magdalena Trčková byla energická žena s velkým obchodním nadáním a citem pro příležitosti. Zároveň byla na jedné straně dobrou hospodářkou, na straně druhé se snaha o co nejvyšší výnos z majetků a hospodářské činnosti projevovala až bezohledným a bezcitným jednáním s poddanými, které ji vyneslo přezdívku Zlá Manda a vyvrcholilo ve velké selské povstání. To nakonec musely potlačit jednotky Albrechta z Valdštejna.

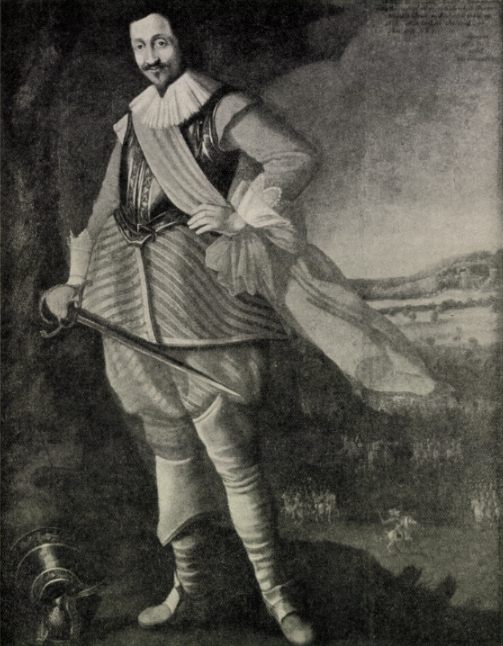
Syn Adam Erdman Trčka z Lípy

### Politická činnost
Důležitým činitelem v její politické činnosti byla protestantská víra, která byla tradiční nejen v rodu Trčků, do kterého se přivdala, ale i v rodu Lobkoviců. Zejména v období pobělohorské katolizace bylo obtížné svou víru udržet a zároveň neupadnout do nemilosti u císaře. Již v mládí byla nucena bojovat, když se majetek jejího otce Ladislava z Lobkovic ocitl v ohrožení, neboť ten byl coby přívrženec stavů odsouzen k doživotnímu vězení. Její matka Marie Magdalena jí svěřila část lobkovického majetku, aby tak zabránila jeho konfiskaci. V období stavovského povstání Magdalena svého muže nabádala, aby se snažil zachovat dobré vztahy jak se stavy, tak s císařkou stranou, což bylo jejich společným cílem. To se projevovalo kromě jiného i tím, že Trčkové obě strany podporovali finančně.
Po porážce stavů na Bílé hoře se jejím hlavním cílem stala záchrana majetku. Manžela donutila k sepsání ponížené supliky císaři Ferdinandovi II., přesto byl Trčka v únoru 1621 zatčen za podporu stavů a umístěn do domácího vězení. Magdalena sepsala další dopis, ale podnikla i další kroky, když nabídla velkorysé půjčky císařskému dvoru. Díky tomu byl v září 1621 Trčka propuštěn z vězení a rehabilitován.
V roce 1624 byl vydán patent, kterým Ferdinand II. prohlásil katolictví za jedinou povolenou víru, čímž nutil příslušníky stavů buď ke konverzi, nebo k emigraci a tím i opuštění majetku. Zatímco její manžel Jan a syn Adam Erdman konvertovali ke katolictví, ona sama získala od císaře povolení setrvat ve své protestantské víře. V té setrvala až do své smrti.
Přes svůj přechod na stranu vítězů (a významném podílu na získávání konfiskovaných majetků stavovské šlechty) si stále zachovávala kontakt na stavovskou emigraci, kde se v Drážďanech nacházela i její dcera Alžběta, provdaná Kinská a mladší syn Vilém. S dcerou Alžbětou udržovala prostřednictvím korespondence úzký vztah. Stejně jako většina české šlechty, která zemi neopustila i ona pociťovala roztrpčení nad novými poměry, zejména omezování privilegií a práv, které vnímala jako snahu zničit českou šlechtu. Kromě toho se u ní projevovala v mládí nabytá silná nedůvěra k rodu Habsburků.

### Valdštejnovo spiknutí
S Albrechtem z Valdštejna Magdalena spolupracovala po obchodní stránce již při nákupu pobělohorských konfiskátů, ale bližší vztah (který ale nepřekročil společenský rámec) navázali po roce 1627, po sňatku Adama Erdmana Trčky s Maxmiliánou z Harrachu, sestrou Albrechtovy manželky, kdy se z nich stali švagři. Valdštejn se v roce 1631 na opočenském zámku stal kmotrem Erdmanova syna. Křtiny na opočenském zámku se ale, podle pozdějších svědectví staly i začátkem kontaktů sesazeného generalissima Valdštejna se stavovskou emigrací, zejména s Jindřichem Matyášem z Thurnu a jeho prostřednictvím i se švédským králem Gustavem Adolfem. Podle těchto svědectví za navázáním kontaktů stála kromě Adama Erdmana i Marie Magdalena, která považovala poměry v Čechách za neudržitelné. Podle některých tvrzení se trčkovská domácnost stala centrem proticísařského spiknutí, což je sice zpochybňováno, ale je fakt, že Marie Magdalena o kontaktech Valdštejna se stavovskou emigrací věděla a korespondence procházela právě přes ni. Trčkovi v té době již trvale sídlili na zámku ve Světlé nad Sázavou. Ona sama si sice přála změnu poměrů v Čechách (pomáhala financovat saskou armádu, která v roce 1631 obsadila Prahu s vírou, že dojde ke změně poměrů a nechápala, proč se Valdštejn postavil na stranu Habsburků), ale zároveň nebyla ochotná vracet majetek nabytý z konfiskátů. Hlavní důvody tak byly spíše sentimentální, přála si totiž především návrat syna a dcery i přátel z emigrace.

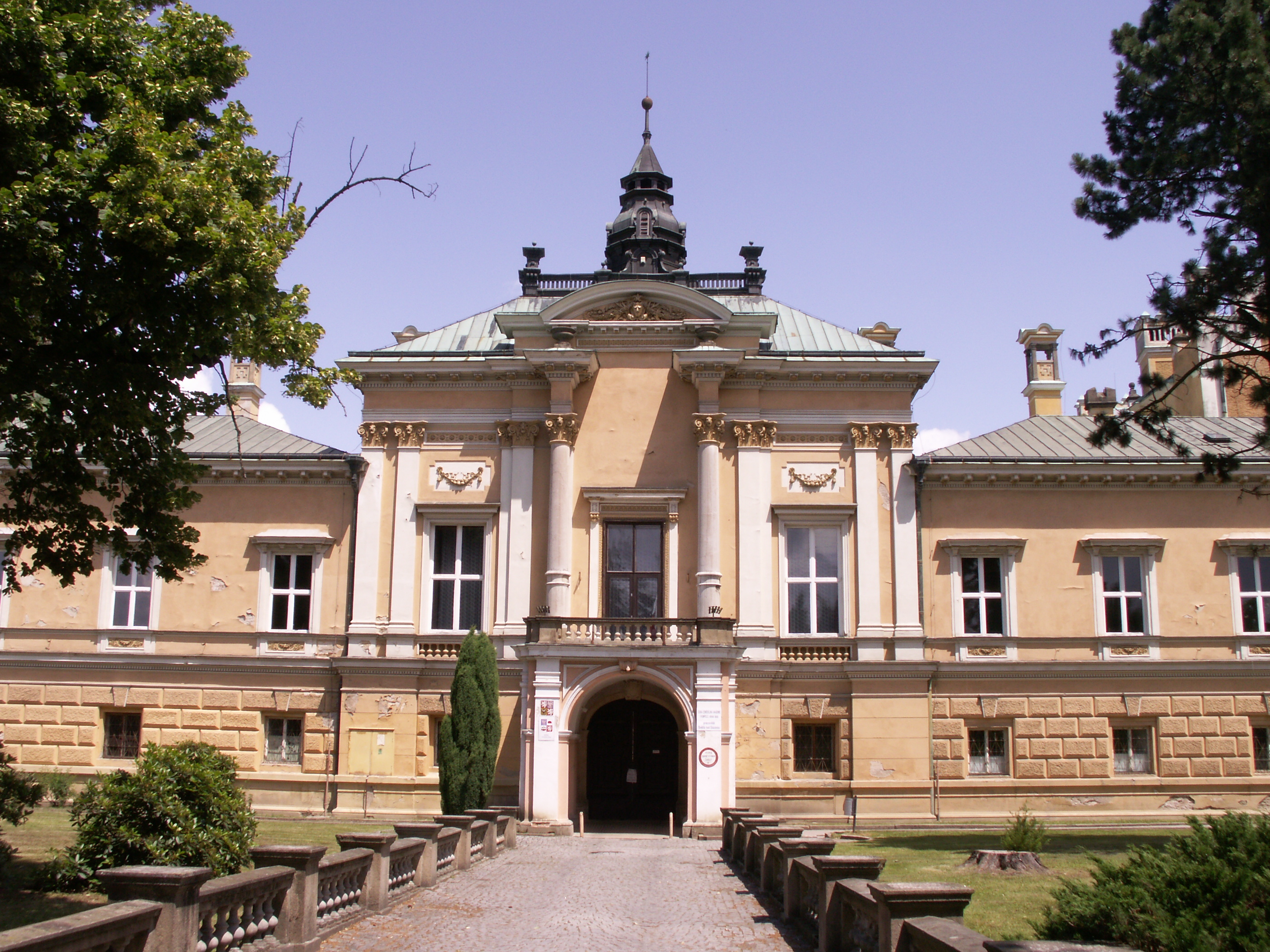
Zámek Světlá nad Sázavou, místo skonu Marie Magdaleny Trčkové

### Závěr života
Marie Magdalena Trčková zemřela ve Světlé nad Sázavou 8. ledna 1633. Důvod její smrti není znám. Pohřbena byla, stejně jako její manžel Jan Rudolf, v kryptě kostela svatého Václava ve Světlé nad Sázavou.